# Lindblad (krater księżycowy)
Lindblad – stary krater uderzeniowy, który jest zlokalizowany na niewidocznej z Ziemi stronie Księżyca. Ta formacja znajduje się na południowy wschód od krateru Brianchon i na północny wschód od krateru Cremona.
Brzeg krateru został zatarty przez późniejsze uderzenia. Mniejszy krater Lindblad F znajduje się we wschodniej ścianie a kilka maleńkich kraterów tkwi wzdłuż północnej i południowo-zachodniej ściany. Wnętrze charakteryzuje się formacją składającą się z mniejszych kraterów znajdujących się na południowy zachód od środka.

## Satelickie kratery
| Lindblad | Szerokość | Długość  | Średnica |
| -------- | --------- | -------- | -------- |
| F        | 70,6° N   | 94,3° W  | 42 km    |
| S        | 69,7° N   | 104,9° W | 25 km    |
| Y        | 73,0° N   | 101,2° W | 28 km    |